# César Sampaio
Carlos César Sampaio Campos (normalt bare kendt som César Sampaio) (født 31. marts 1968 i São Paulo, Brasilien) er en tidligere brasiliansk fodboldspiller, der spillede som defensiv midtbanespiller. Han var gennem sin karriere tilknyttet samtlige de fire store São Paulo-klubber, Santos, Palmeiras, Corinthians og São Paulo FC. Han havde også ophold i spansk fodbold hos Deportivo La Coruña, og hos tre forskellige klubber i japansk fodbold.
Sampaio spillede i årene mellem 1993 og 2000 49 kampe for Brasiliens landshold, hvori han scorede seks mål. Han deltog ved VM i 1998 i Frankrig. Her scorede han turneringens første mål, da han gjorde det til 1-0 i åbningskampen mod Skotland, der blev vundet med 2-1. Han scorede senere også to mål i 1/8-finalesejren over Chile.
Sampaio deltog også ved tre udgaver af Copa América, samt ved Confederations Cup 1997, hvor brasilianerne tog titlen.